# 朝阳区街道
朝阳区街道，是中华人民共和国黑龙江省绥化市肇东市下辖的一个乡镇级行政单位。

## 行政区划
朝阳区街道下辖以下地区：
信通社区、粮建社区、利民社区、南城社区、平安社区、东太平社区、西太平社区、兴顺社区、阳光社区和中行社区。